# Archidium ohioense
Archidium ohioense là một loài rêu trong họ Archidiaceae. Loài này được Schimp. ex Müll. Hal. mô tả khoa học đầu tiên năm 1851.